# De Silkie
De Silkie (Engels: The Silkie) is een sciencefictionroman uit 1969 van de Canadese schrijver A.E. van Vogt. Het boek bestaat uit drie afzonderlijke opeenvolgende korte verhalen die eerder gepubliceerd werden in het Galaxy Science Fiction magazine, namelijk The Silkie (1964), Silkies in Space (1966) en Enemy of the Silkies (1967).

## Verhaal
Nat Cemp is een Silkie, een ras dat ontstaan in na een genetisch experiment en al meer dan honderd jaar op Aarde woont. De Silkies staan telepathisch in contact met de Special People, een speciaal getrainde groep mensen. De Silkie zijn allen mannelijk en een aantal van hen zijn getrouwd met vrouwen van de Special People. De Silkie fungeren als ruimtepolitie en ze kunnen zich transformeren in een mens, een soort vis of in een ruimteschip. Telkens als Cemp in contact komt met andere levensvormen krijgt hij meer krachten en leert hij meer over de ware natuur van zijn ras en van het universum.